# Doliny Wkry i Mławki
Doliny Wkry i Mławki este o arie protejată (arie de protecție specială avifaunistică — SPA) din Polonia întinsă pe o suprafață de 28.751,54 ha, integral pe uscat.

## Localizare
Centrul sitului Doliny Wkry i Mławki este situat la coordonatele 53°04′28″N 20°15′38″E / 53.0744°N 20.2605°E.

## Înființare
Situl Doliny Wkry i Mławki a fost declarat arie de protecție specială avifaunistică în octombrie 2007 pentru a proteja 47 de specii de animale.

## Biodiversitate
Situată în ecoregiunea continentală, aria protejată nu include niciun habitat protejat.
La baza desemnării sitului se află mai multe specii protejate de  păsări (47): pescăruș albastru (Alcedo atthis), fâsă-de-câmp (Anthus campestris), acvilă țipătoare mare (Aquila clanga), acvilă țipătoare mică (Aquila pomarina), stârc roșu (Ardea purpurea), ciuf de câmp (Asio flammeus), buhai de baltă (Botaurus stellaris), Branta leucopsis, fugaci de țărm (Calidris alpina), caprimulg (Caprimulgus europaeus), mugurar roșu (Carpodacus erythrinus), chirighiță-cu-obraz-alb (Chlidonias hybridus), chirighiță neagră (Chlidonias niger), barză albă (Ciconia ciconia), barză neagră (Ciconia nigra), erete de stuf (Circus aeruginosus), erete vânăt (Circus cyaneus), erete cenușiu (Circus pygargus), cristeiul de câmp (Crex crex), Cygnus columbianus bewickii, lebădă de iarnă (Cygnus cygnus), ciocănitoarea de stejar (Dendrocopos medius), ciocănitoare neagră (Dryocopus martius), egretă albă (Egretta alba), presură de grădină (Emberiza hortulana), șoim călător (Falco peregrinus), becațină comună (Gallinago gallinago), Gallinago media, cocor (Grus grus), codalb (Haliaeetus albicilla), sfrâncioc roșiatic (Lanius collurio), sitar de mâl (Limosa limosa), ciocârlie de pădure (Lullula arborea), gușă albastră (Luscinia svecica), gaia neagră (Milvus migrans), culic mare (Numenius arquata), vultur pescar (Pandion haliaetus), viespar (Pernis apivorus), bătăuș (Philomachus pugnax), ploier auriu (Pluvialis apricaria), cresteț cenușiu (Porzana parva), cresteț pestriț (Porzana porzana), pescăriță mare (Sterna caspia), chiră de baltă (Sterna hirundo), silvie porumbacă (Sylvia nisoria), fluierar de mlaștină (Tringa glareola), fluierarul cu picioare roșii (Tringa totanus).